# 마틴 멀
마틴 멀(Martin Mull, 1943년 8월 18일~2024년 6월 27일)은 미국의 배우이다.

## 전기
마틴 멀은 작곡가로서 쇼 비즈니스에 첫 발을 내디뎠으며, 1970년 제인 모건의 컨트리 싱글인 "A Girl Named Johnny Cash"를 작곡했는데, 이 곡은 빌보드 컨트리 차트에서 61위를 기록했습니다. 얼마 지나지 않아 그는 자신의 녹음 경력을 시작했습니다.
1970년대 내내 마틴 멀은 라이브와 스튜디오에서 풍자적이고 유머러스한 노래를 부르는 뮤지컬 코미디언으로 유명했습니다. 멀은 대부분 밴드의 무대 소품을 사용하는 대신, 편안한 중고품 매장 가구로 무대를 장식했습니다.
마틴 멀은 1970년대에 그림을 그리기 시작했으며, 그의 작품은 그룹전과 개인전에서 전시되었다. 그는 1971년 6월 15일 보스턴 미술관 남자 화장실에서 열린 "벽과 맞닿다(Flush with the Walls)" 전시회에 참여하여 미술관에서 현대 미술과 지역 미술이 부족하다는 점에 항의했습니다. 그의 첫 번째 본격적인 개인전은 1980년 로스앤젤레스의 몰리 반스 갤러리에서 열렸고, 예술가 마크 코스타비는 멀이 "시각 예술에서 유머와 진지함을 동시에 수용"했기 때문에 자신의 경력을 시작하는 데 중요한 역할을 했다고 평가했습니다. 그의 작품은 종종 사실주의 회화와 팝 아트, 콜라주 스타일을 결합했습니다.
1980년대에 마틴 멀은 미켈롭, 피자헛, 레드 루프 인의 여러 광고에 출연했습니다.

## 출연 작품
- 킬러스 - 홀브룩 역
- 어 퓨틸 & 스투피드 제스처